# Чичелийский профессор
Чичелийский профессор (англ. Chichele Professorship) — почётная профессорская должность по истории, философии и праву в Оксфордском университете. Названа в честь Генри Чичеле, английского религиозного деятеля XV века, архиепископа Кентерберийского, основавшего оксфордский Колледж Всех Душ.

## История
В 1850 году по итогам работы оксфордской Комиссии по надзору за организацией университета (англ. Commission to examine the organization of the University) Колледж Всех Душ закрыл десять существовавших на тот момент почётных должностей, с тем чтобы учредить первые две чичелийские профессорские должности: по международному праву и дипломатии (1859) и по современной истории (1862).
С 1870 года чичелийские профессора также удостаиваются статуса действительного члена Колледжа Всех Душ. 
В 1909 году была учреждена чичелийская кафедра по военной истории (Chichele Professorship of Military History). В 1923 году руководство факультета истории впервые внесло рекомендацию по переименованию должности в чичелийскую кафедру по истории воин (Chichele Professorship of the History of War), удовлетворённую лишь в 1946 году.
В 1931 году появляется кафедра по экономической истории, а в 1944 году — по социальной и политической теории. В 1984 году чичелийская кафедра по современной истории становится должностью по истории Средневековья.

## Список чичелийских профессоров

### Международное право
| Срок      | Награждённый             | Детали | Портрет |
| --------- | ------------------------ | --- | ------- |
| 1859—1870 | Холланд, Томас Эрскин    | 1835–1926, британский юрист и философ права                                                                       |         |
| 1874      | Бернар, Монтегю          | 1820–1882, британский историк и теоретик международных отношений                                                  |         |
| 1911—1922 | Ричардс, Генри Эрл       | 1861–1922, британский юрист, представитель Великобритании в Постоянной палате третейского суда в Гааге            |         |
| 1922      | Брайерли, Джеймс Лесли   | 1881–1955, британский юрист и теоретик международных отношений                                                    |         |
| 1947      | Уолдок, Хамфри           | 1904–1981, британский юрист, в разные годы — судья Европейского суда по правам человека и Международного суда ООН |         |
| 1972—1979 | О'Коннелл, Дэниел Патрик | 1924—1979, британский юрист и теоретик международных отношений                                                    |         |
| 1980–1999 | Браунли, Ян              | 1932—2010, британский юрист, член Комиссии международного права ООН, королевский адвокат                          |         |
| 1999–2012 | Лоу, Вон                 | Род. 1952, британский барристер и теоретик международных отношений                                                |         |
| с 2012    | Реджвелл, Кэтрин         | Британский юрист, специалист по энергетическому праву.                                                            |         |

### Социальная и политическая теория
| Срок      | Награждённый               | Детали | Портрет |
| --------- | -------------------------- | --- | ------- |
| 1944–1957 | Коул, Джордж Дуглас Говард | 1889—1959, политический теоретик, один из теоретиков либертарного социализма                                |         |
| 1957–1967 | Берлин, Исайя              | 1909–1997, известный британский философ, один из основателей современной либеральной политической философии |         |
| 1967–1975 | Пламенац, Джон             | 1912–1975, британский политический теоретик, исследователь теории демократии и политических обязательств    |         |
| 1976–1981 | Тейлор, Чарльз Маргрейв    | Род. 1931, канадский философ и политик, известный критик либерализма, коммунитарист                         |         |
| 1985–2008 | Коэн, Джеральд             | 1941–2009, канадский философ, основоположник аналитического марксизма                                       |         |
| 2010–2012 | Уолдрон, Джереми           | Род. 1953, американский политический теоретик, философ права.                                               |         |
| 2020—     | Шринивасан, Амия           | Род. 1984, эпистемолог и феминистский теоретик.                                                             |         |